# Simone Dubois
Simone Dubois, geboren als Simonna Anna Gabriella Charlotta de Bruyn, (Gent, 29 april 1910 - Den Haag, 5 april 2001) was een Belgische vertaalster, schrijfster en onderzoekster die vooral in Nederland woonde en werkte. Zij werd met name bekend door het onderzoek naar, haar vertalingen van het werk van Belle van Zuylen en twee biografieën over haar. Dubois wijdde 40 jaar van haar leven aan deze Franstalige schrijfster.

## Biografie
De ouders van Dubois waren tweetalig en niet religieus. Dubois ging in Gent naar het meisjesatheneum, afdeling humaniora. Omdat zij een zwakke gezondheid had studeerde zij niet verder. Toen het gezin van Dubois naar Brussel verhuisde volgde zij een opleiding aan de modeacademie. Zij volgde ook een avondcursus stenografie en ging op twintigjarige leeftijd als secretaresse bij het Hollandsch Weekblad werken, dat bedoeld was voor in België wonende Nederlanders. Zij beheerde daar de administratie en de advertenties.
Toen de nazi's België binnenvielen in 1940 ging Dubois als vrijwilligster bij het directoraat-generaal van het Rode Kruis werken. Dit hield zij tijdens de hele oorlog vol. Ook werkte zij bij de Belgische vrouwenbeweging YWCA, die brieven bezorgde aan soldaten in de stad.
In 1942 ontmoette zij de schrijver Pierre H. Dubois, met wie zij op 12 juni 1943 in het huwelijk trad. Dubois werd moeder van twee zoons. Zij werkte mee met haar echtgenoot, die tevens journalist was. Hoewel zij zich opstelde als vrouw van de schrijver Dubois, beschouwde Simone Dubois de emancipatie van de vrouw als ‘de belangrijkste ontwikkeling in de [twintigste] eeuw’. Sinds 1949 woonden ze in Nederland.

## Werk
Dubois publiceerde zelf ook, zij vertaalde onder andere werk van de Franse schrijfster Françoise Sagan. Bovendien schreef Dubois in het Nederlands en in het Frans voor de uitgever van het tijdschrift Libelle, die ook in Haarlem gevestigd was.
Toen haar kinderen volwassen waren begon zij nog meer onderzoek te doen en schreef zij ook vaker. Na een suggestie van haar man ontdekte zij na het lezen van de biografie van Philippe Godet in 1952 het werk van Belle van Zuylen (1740-1805), de in het Frans schrijvende Nederlandse schrijfster. Zij schreef een biografie over deze schrijfster die in 1969 verscheen en vertaalde haar werk, onder andere in de bloemlezing van brieven Rebels en beminnelijk die in 1971 gepubliceerd werd.
Uitgeverij G.A. van Oorschot wilde graag het Verzameld Werk en de biografie van Belle van Zuylen uitgeven met subsidie van de Nederlandse Organisatie voor Zuiver-Wetenschappelijk Onderzoek. Echter tot tweemaal toe werd de subsidieaanvraag afgewezen. Het echtpaar Dubois had geen academische opleiding. Op advies van Leendert Brummel, emeritus hoogleraar Bibliotheekwetenschap aan de Universiteit van Amsterdam, werd Dubois in februari 1970 lid van de Werkgroep 18e eeuw om zo andere belangstellenden in Isabelle de Charrière te leren kennen. In september 1973 werd Dubois secretaris van deze werkgroep. Met de werkgroep  organiseerde ze in september 1974 in Slot Zuylen het internationale congres Actualité d'Isabelle de Charrière. Hieruit ontstond de internationale redactie, waarvan Simone Dubois algemeen secretaris was, die uiteindelijk leidde naar de uitgave van de verzamelde werken van Belle van Zuylen in 10 delen dundruk in de periode 1979-1984.  Simone en Pierre Dubois waren leden van de redactie van deze uitgave door uitgeverij Van Oorschot. Hiermee werd Simone Dubois 'de drijvende kracht achter de ontsluiting van het werk van  Belle de Zuylen'.
In 1974 werd ook mede door Simone en Pierre Dubois het Genootschap Belle de Zuylen opgericht met het jaarblad Lettre de Zuylen waarvan de eerste uitgave in 1976 uitkwam. In 1990 nam ze met haar man afscheid als bestuurslid van het Genootschap Belle de Zuylen om zich volledig te kunnen richten op het schrijven van de biografie.
In 1984 publiceerde Dubois een artikel over Anna Maria van Schurman.
Uiteindelijk schreef ze samen met haar man de uitgebreidere biografie over Belle van Zuylen, Zonder Vaandel in 1993, gebaseerd op het Verzameld Werk en hun onderzoeken. Dubois was toen al 83 jaar. Deze biografie werd een succes en kwam op lijsten met bestsellers terecht.
Toen haar man in 1999 overleed, droeg zij vooral zorg voor zijn literaire nalatenschap.

## Onderscheidingen
- Médaille de la Croix-Rouge de Belgique 1939-1945
- Médaille de la guerre 1939-1945
- 1984 - Belle van Zuylen prijs van Uitgeverij van Oorschot.[14]
- 1984 - Ridder in de Orde van Oranje-Nassau
- 1986 - Chevalier dans l'Ordre des Arts et Lettres in Frankrijk
- 1990 - Ridder in de Kroonorde in België
- 1990 - Erelid van het Genootschap Belle de Zuylen
- 1993 - Erelid van de Haagse Kunstkring
- 1993 - De Gouden Ganzeveer samen met Pierre H. Dubois
- 1994 - Zilveren Akademiepenning van de KNAW samen met Pierre H. Dubois[15]
- 1994 - Grote PUG-penning samen met Pierre H. Dubois
- 1995 - Eredoctoraat van de universiteit Utrecht voor het 'aan de vergetelijkheid ontrukken van Belle van Zuylen'[16]